# Washington Park (Illinois)
Washington Park es una villa ubicada en el condado de St. Clair en el estado estadounidense de Illinois. En el Censo de 2010 tenía una población de 4196 habitantes y una densidad poblacional de 615,53 personas por km².

## Geografía
Washington Park se encuentra ubicada en las coordenadas 38°37′41″N 90°5′33″O / 38.62806, -90.09250. Según la Oficina del Censo de los Estados Unidos, Washington Park tiene una superficie total de 6.82 km², de la cual 6.82 km² corresponden a tierra firme y (0%) 0 km² es agua.

## Demografía
Según el censo de 2010, había 4196 personas residiendo en Washington Park. La densidad de población era de 615,53 hab./km². De los 4196 habitantes, Washington Park estaba compuesto por el 11.25% blancos, el 86.13% eran afroamericanos, el 0.17% eran amerindios, el 0.12% eran asiáticos, el 0% eran isleños del Pacífico, el 1.33% eran de otras razas y el 1% pertenecían a dos o más razas. Del total de la población el 2.74% eran hispanos o latinos de cualquier raza.